# Index (Washington)
Index è un comune degli Stati Uniti d'America, situato nello Stato di Washington, nella Contea di Snohomish.